# Élections fédérales canadiennes de 2015 en Colombie-Britannique
L'élection fédérale canadienne de 2015 aura lieu le 19 octobre 2015 en Colombie-Britannique comme au reste du Canada.
La Colombie-Britannique sera représentée par 42 députés à la Chambre des communes, soit 6 de plus que lors de la précédente élection.

## Résultats provinciaux
| Parti | Parti        | Parti  |    |
| ----- | ------------ | ------ | -- |
|       | Conservateur | Sièges |    |
| Voix  | Conservateur |        |    |
|       | NPD          | Sièges |    |
| Voix  | NPD          |        |    |
|       | Libéral      | Sièges |    |
| Voix  | Libéral      |        |    |
|       | Vert         | Sièges |    |
| Voix  | Vert         |        |    |
|       | Indépendants | Voix   |    |
| Total | Total        | Total  | 42 |